# Mahmud II.
 Ovo je glavno značenje pojma Mahmud II.. Za bagdadskog sultana 1118. – 1131. pogledajte Mahmud II. Seldžuk.
Mahmud II. (osmanski turski:  محمود ثانى Mahmud-u sānī, محمود عدلى Mahmud-u Âdlî) (20. srpnja 1785. – 1. srpnja 1839.), osmanski sultan.
Mahmud II. postaje sultanom 1808. godine poslije puča kojim je srušen njegov brat Mustafa IV.
U zapadnoj Europi ovoga se sultana već stotinjak godina smatra pozitivnom političkom ličnošću koja je pokrenula nužne reforme u Otomanskom carstvu. U stvarnosti, Mahmud II. bio je reformator poput Gorbačova: njegova je jedina doista uspješna reforma bilo uništenje janjičara 1827., za što je država pak platila previsoku cijenu.
Mahmud II. u raznim je neuspješnim ratovima od Otomanske države stvorio živoga mrtvaca koji je opstajao ponajprije zahvaljujući velikim silama. Prvi rat s Rusijom završava 1812. samo s gubitkom Besarabije, ali se situacija uskoro pogoršava; pobuna u Rumunjskoj 1821. je ugušena, ali poslije novoga katastrofalnog rata s Rusijom 1829. postaje ruski protektorat. Sličnu sudbinu turska vojska doživljava u Grčkoj, gdje je 1. listopada 1828. prisiljena potpisati kapitulaciju, a Grčka postaje nezavisna država. Njihova pravoslavna braća u Srbiji poslije gušenja prvoga ustanka također ne sjede u miru, nego dižu novu, ovoga puta uspješnu bunu, nakon čega Srbija 1830. postaje formalno zavisna monarhija, a već nakon nekoliko godina uspješno proširuje svoj teritorij na uštrb bivšega gospodara. I Crna Gora te prijelomne 1830. godine također iskorištava raspad turske države kako bi udvostručila svoj teritorij. 
Nezadovoljan događajima, Mehmed Ali, turski guverner Egipta, diže vojnu pobunu kako bi propalo Tursko carstvo zamijenio novom reformiranom državom pod svojim vodstvom. Tijekom rata koji je uslijedio njegova vojska 1831. preuzima kontrolu nad muslimanskim svetim mjestima, u Palestini i Siriji, te pobjeđuje tursku vojsku u Maloj Aziji. U trenutku kada se egipatska vojska nalazi samo nekoliko dana hoda od Istanbula, Rusija, prijašnja turska neprijateljica, vojno intervenira kako bi spasila Mahmuda II., a Mehmed Ali mirovnim sporazumom iz 1833. gubi sve što je do tada osvojio.
Osjetivši se dovoljno snažnim za ponovni sukob s Mehmedom Alijem, Mahmud II. 1839. počinje novi rat koji završava katastrofalnim turskim porazom u bitci kod Neziba tijekom lipnja 1839. godine. Istovremeno, čitava Osmanska mornarica prelazi na stranu Egipta, time najbolje iskazavši mišljenje tadašnjih Turaka o svome sultanu. Nekoliko dana potom stari sultan umire, a nasljeđuje ga sin Abdul Medžid I.
| Prethodnik: | Vladar Osmanskog Carstva (1808. – 1839.) | Nasljednik:     |
| Mustafa IV. | Vladar Osmanskog Carstva (1808. – 1839.) | Abdul Medžid I. |